# Letra de unidad

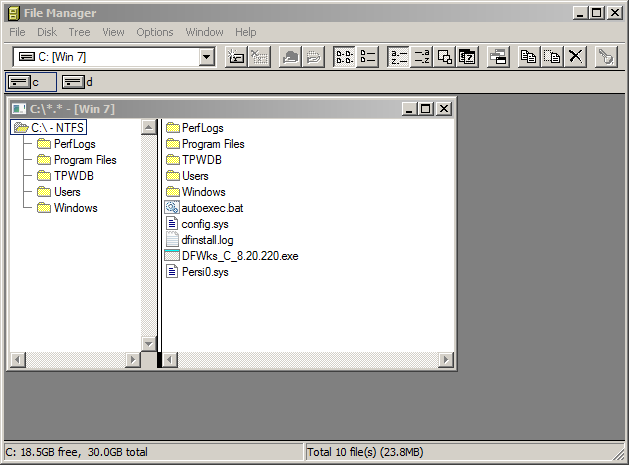
Listado de archivos de una unidad con letra "C:\"

En informática, la letra de unidad es un proceso de asignación alfabética que identifica volúmenes o unidades lógicas. Por ejemplo, en los sistemas operativos MS-DOS y Microsoft Windows es una forma lógica de denominar y reconocer las unidades de disco o particiones. Otros sistemas como Unix o linux consiguen que los discos se vean en un directorio que se puede elegir.

## Orden de asignación
Normalmente, tanto MS-DOS como Windows denominan a sus discos o particiones como sigue:
- A:\ - Unidad de disquete (3.5 pulgadas es el estándar actual).
- B:\ - Reservada tradicionalmente para la segunda unidad de disquete.
- C:\ - Partición o disco duro principal. Suele ser en el que se instala el sistema operativo y los programas.
- D:\ hasta Z:\ - Otros discos duros o particiones.
- D:\ hasta Z:\ - Después de los discos duros, van las unidades de CD y DVD, tarjetas de memoria flash, cámaras digitales y demás dispositivos con capacidad de almacenamiento, sobre todo extraíbles.

El orden en que se asigna las unidades a partir de C: son:
- Primero todas las particiones primarias. MS-DOS supone que cada disco solo tiene una primaria.
  - Primero la primaria del primero, luego la primaria del segundo.
- Después haber asignado todas las primarias se asigna las lógicas.
  - Primero todas las lógicas del primero en orden, luego todas las del segundo, hasta acabar.
- Luego los unidades extraíbles (Cd Rom y otros). Si son enchufables son asignadas por orden de aparición. Con lo que una unidad que ahora es F: luego puede ser otra G:, H:... hasta Z:, sin embargo, es necesario equipamiento adicional debido a la carencia de tantos puertos en un ordenador.